# أمل العنبري
أمل العنبري (16 أبريل 1987  -)، مغنية وممثلة مغربية.

## عن حياتها
ولدت في المغرب حاصلة على الجنسية البحرينية انطلاقتها كانت في برنامج ستار أكاديمي 4 عام 2006 على شاشة ال بي سي. بعد خروجها من برنامج «ستار أكاديمي» استقرت في بيروت ، بعدها انتقلت إلى الكويت للعيش مع خالتها، عام 2010 دخلت للمعهد العالي للفنون سحبت قيدها لاحقا لأنها كانت ملتزمة مع المخرج محمد دحام الشمري في عمل بالبحرين.ظنا مها أن عملها بالوسط الفني سيعطيها خبرة تقارن بتلك التي سوف تتعلّمها في المعهد.

### حياتها الشخصية
تزوجت من مصمم الأزياء اللبناني المقيم في الكويت «أسامة فحام شقيق مدير أعمالها ومستشارها السابق» زكريا فحام" "عام 2008 ما جعلها تبتعد عن الساحة الفنية لفترة من الزمن. لكن، سرعان ما انفصلت منتصف العام 2009 لتعود إليها مجددا تزوجت بعدها من رجل أعمال بحريني ونالت الجنسية البحرينية

### تجربتها في الغناء
ًقدّمت أغاني «سينغل»(منفردة) عديدة، أوّلها حملت عنوان «روح إبعد بعيد» من تأليفها وألحانها، أصدرت بعدها أغنيتين خليجيتين الأولى بعنوان «رضيت بالمر» وصورت الكليب الخاص بها في الكويت، وستطرح خلال من كلمات مشعل الزاير، وألحان نايف ناصر، وتوزيع بدر كرم وأغنية لبنانية كانت بعنوان «كثير كثير» من ألحان طارق أبو جودة وكلمات الياس ناصر وتوزيع ميشال فاضل 

## دخولها مجال التمثيل
دخلت عالم التمثيل كأول خطوة مع المخرج محمد دحام
الشمري بعد أن أختارها لتشارك في مسلسل بعدك طيب بعد أن اتقنت اللهجة الكويتية خلال إقامتها في الكويت قدمت بعدها أعمالا عدة في التلفزيون والمسرح

## أعمالها

### من المسلسلات
| سنة الإنتاج | اسم المسلسل                  | الشخصية |
| ----------- | ---------------------------- | ------- |
| 2010        | بعدك طيب                     |         |
| 2010        | أسرار القلوب                 |         |
| 2010        | شر النفوس-الجزء الثالث       |         |
| 2010        | زوارة خميس                   |         |
| 2011        | للحب زمن آخر                 |         |
| 2011        | الجليب                       |         |
| 2011        | ليلى -الجزء الثالث           |         |
| 2011        | الملكة                       |         |
| 2011        | فرصة ثانية                   |         |
| 2011        | الجليب                       |         |
| 2011        | المزواج - الجزء الثاني       |         |
| 2011        | الحب المستحيل - حلقات منفصلة |         |
| 2012        | بين الماضي والحب             |         |
| 2012        | أرواح                        |         |
| 2012        | الناس أجناس -الجزء الثاني    |         |
| 2015        | أحببتك منذ الصغر             |         |
| 2016        | جود                          |         |
| 2018        | عطر الروح                    |         |
| 2018        | بطران عايش يومه              |         |

### من المسرحيات
| سنة الإنتاج | المسرحية      | الشخصية |
| ----------- | ------------- | ------- |
| 2015        | أبطال السلاحف |         |
| 2009        | فايتي وسبيدي  |         |

### من الأفلام
| سنة الإنتاج | الفيلم      | الشخصية |
| ----------- | ----------- | ------- |
| 2016        | باك تو كويت |         |
| 2015        | حبيب الأرض  |         |

### تقديم البرامج
| سنة الإنتاج | اسم البرنامج | عرض على     |
| ----------- | ------------ | ----------- |
| 2017        | سوالف ضحى    | قناة الشاهد |

## روابط خارجية
- أمل العنبري على موقع قاعدة بيانات الأفلام العربية